# Schemenlaufen

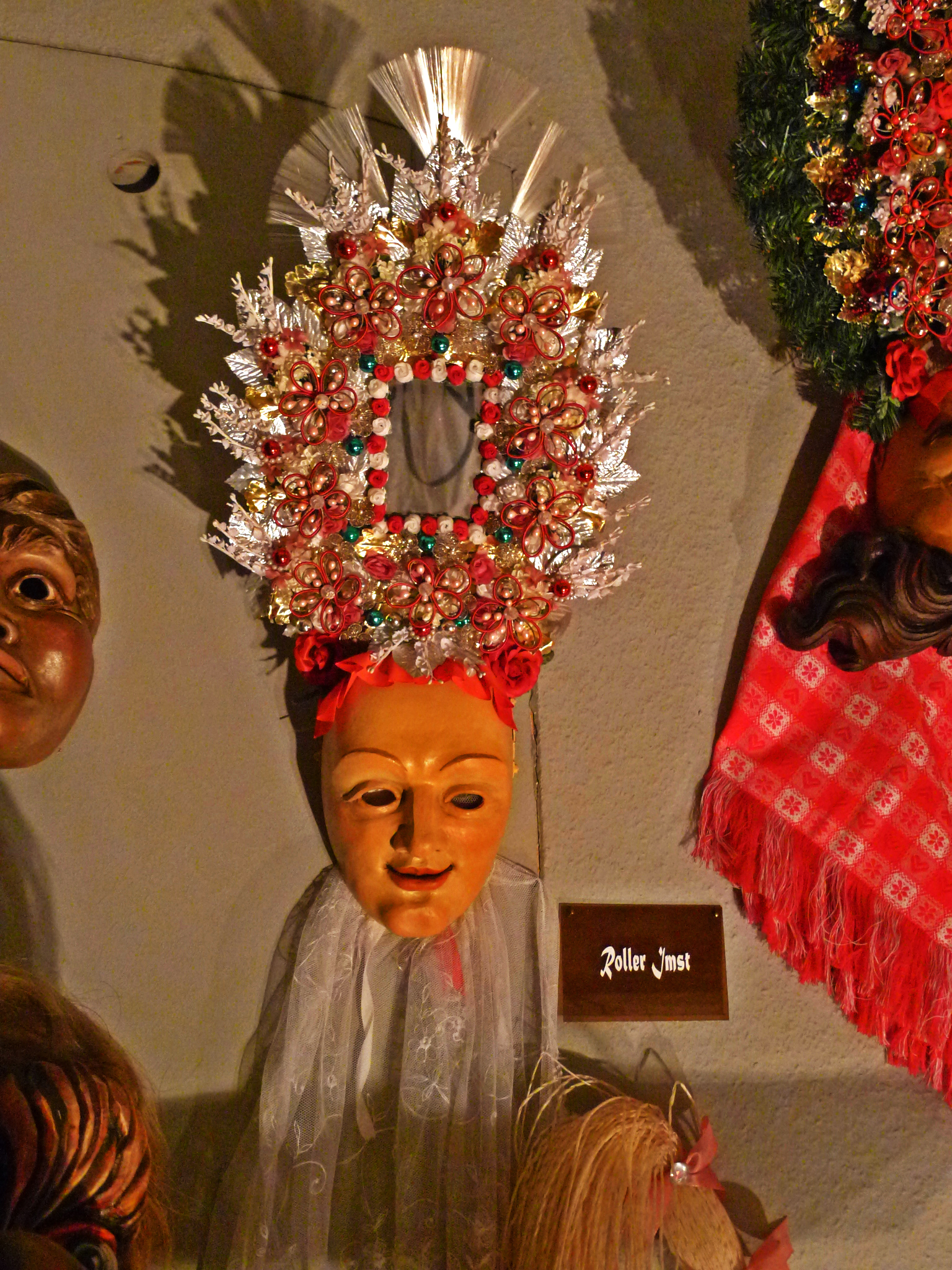
Maska Rollera

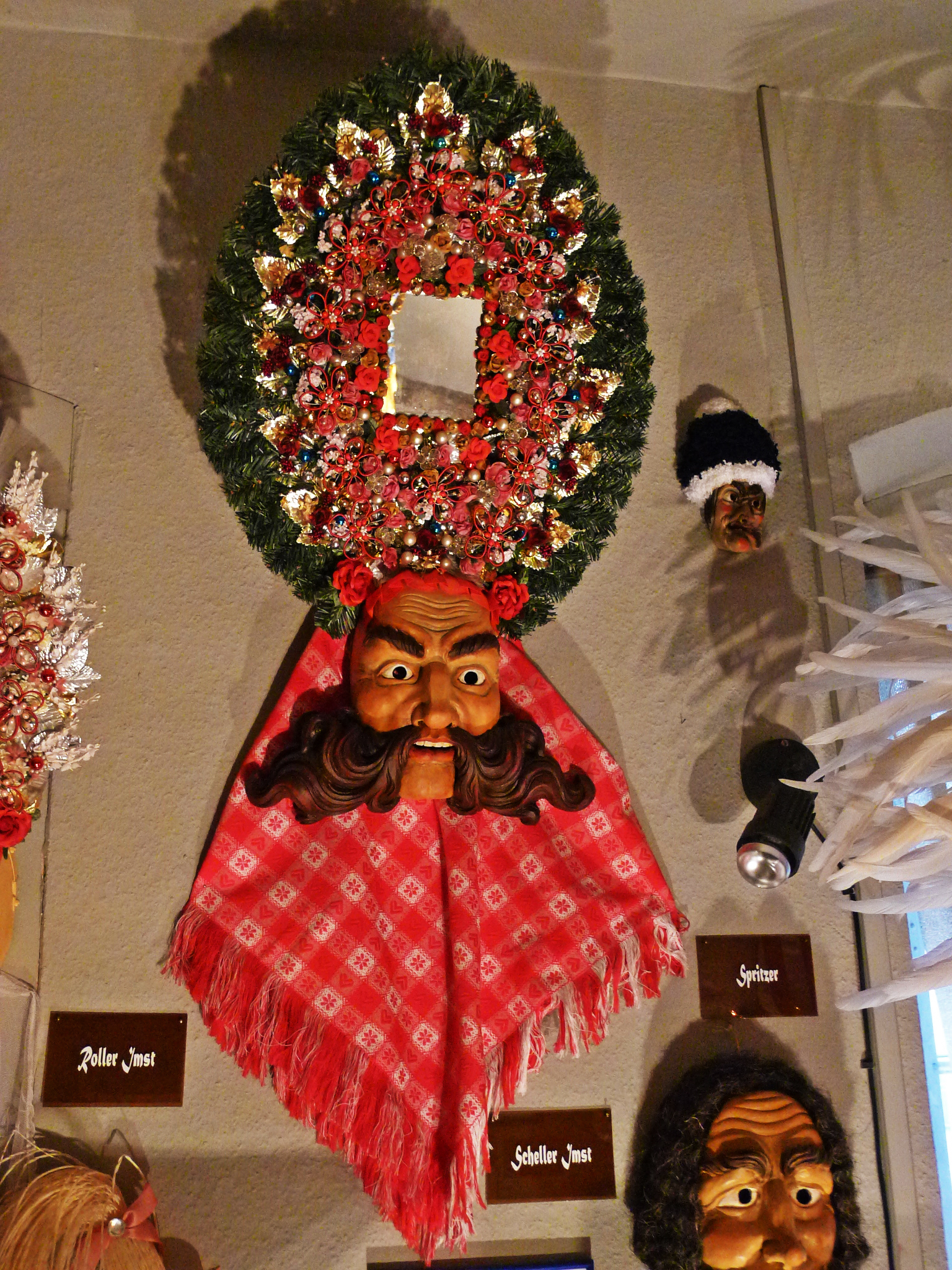
Maska Schellera

Schemenlaufen, także Fasnacht – pochód karnawałowy w Imst w Tyrolu, organizowany co cztery lata w niedzielę poprzedzającą ostatni czwartek karnawału – tłusty czwartek, trwający od 12:00 do godziny 18:00.
W 2012 roku Schemenlaufen został wpisany na listę niematerialnego dziedzictwa UNESCO.

## Historia
Początki karnawałowych tradycji w Imst nie są dobrze udokumentowane. Wiadomo, że w 1597 roku wydano zakaz przebierania się i pochodów karnawałowych – obejmujący również Imst, ponieważ dzień Fasnacht zbiegł się ze świętem kościelnym. Zakaz ten obowiązywał przez dłuższy czas, motywowany później zagrożeniem najazdami tureckimi i rozprzestrzenianiem się zarazy. Korowody przywrócono w XVII wieku i ponownie zakazano w wieku XVIII. Zakaz był jednak łamany – w 1775 roku zorganizowano pochód w Pfunds, którego organizatorzy tłumaczyli się faktem, że podobny pochód miał mieć miejsce w Imst. Pożar Imst w 1822 roku zniszczył wiele kostiumów i dokumentów. W XIX wieku konflikt o karnawał z władzami świeckimi i kościelnymi trwał. 
W połowie XIX wieku urzędnik z Imst Carl von Lutterotti sporządził dwa szkice i na ich podstawie namalował obraz pochodu w technice akwareli. Z tego okresu pochodzą również wzmianki w literaturze i prasie (Innsbrucker Tagblatt), które jednak nie oddawały w pełni charakteru karnawału w Imst. W 1890 r. wykonano pierwsze fotografie Schemenlaufen. Z 1908 r. pochodzą akty gminne dotyczące organizacji pochodu – jego ram czasowych od 12:00 do 18:00 i spraw porządkowych. W 1911 r. Schemenlaufen został wymieniony po raz pierwszy w przewodniku turystycznym, a w 1914 r. ukazała się dedykowana broszura autorstwa Kurda Eichhorna.
Pochód został zawieszony na czas I wojny światowej i wznowiony w 1922 roku. W 1933 roku pochód miał miejsce po raz pierwszy w niedziele, ponieważ trudna sytuacja ekonomiczna uniemożliwiła jego organizacje w tygodniu pracy. Ostatni pochód przed II wojną światową odbył się w 1938 r. – próba organizacji pochodu na cześć Adolfa Hitlera w 1939 r. nie powiodła się z powodu pasywnego oporu mieszkańców Imst. 
Do tradycji karnawałowej powrócono w 1949 roku przy wsparciu francuskich władz okupacyjnych. Pierwszy powojenny pochód miał miejsce 20 lutego 1949 przy udziale 30-tysięcznej publiczności, wśród której znaleźli się książę holenderski Bernhard i księżniczki Beatrycze i Irena.

## Uczestnicy
Uczestnikami pochodu mogą być wyłącznie mężczyźni z Imst powyżej 16 roku życia. W 2009 roku w pochodzie uczestniczyło 900 osób – 10% populacji miasta, a w przygotowaniach pomagało kolejnych 150 osób. 
Centralne postaci karnawału to Roller i Scheller – 55 par Roller-ów i Scheller-ów przebranych w kostiumy zdobione dzwonkami wykonuje taniec karnawałowy z podskokami i ukłonami przy dźwiękach dzwonków. 
Dzwonki Roller-ów wirują wokół talii, a Scheller-owie dźwigają dzwony ważące nawet 35 kg. Podczas tańca dzwonki wydają dźwięki niskie i wysokie.
Para w maskach karykaturalnych, przedrzeźniająca Roller-ów i Scheller-ów, tzw. Laggepaare, wykonuje ten sam taniec w zwolnionym tempie. 
W pochodzie biorą udział również tzw. Sackner-owie i Spritzer-owie odpowiedzialni za utrzymanie porządku podczas pochodu, którzy rozdają klapsy i pryskają w publiczność wodą, gdy ta wchodzi na trasę pochodu. 
W korowodzie wyróżniają się również: 
- Kübelemai – dziewczynka obsypująca publiczność pachnącym pudrem
- kominiarze – wdrapujący się na kominy i dachy domów stojących przy trasie pochodu
- wiedźmy – pokrzykujące na publiczność przy dźwiękach kakofonicznej muzyki
- białe i brązowe niedźwiedzie – dające pokaz siły

Kostiumy uczestników pochodu szyte są przez kobiety z Imst – nauka szycia kostiumów karnawałowych prowadzona jest w szkołach. Dzwony i dzwonki wytapiane są przez miejscowych kowali. Sztuka rzeźbienia drewnianych masek karnawałowych jest przekazywana z pokolenia na pokolenie, umiejętności te można też nabyć na specjalnych kursach.